# 1831 en musique
| \| • Retour à la chronologie générale de la musique populaire • \| |
| XXIe siècle • XXe siècle • XIXe siècle • XVIIIe siècle XVIIe siècle • XVIe siècle • XVe siècle • XIVe siècle XIIIe siècle • XIIe siècle • XIe siècle • Xe siècle IXe siècle • VIIIe siècle • Haut Moyen Âge • Rome • Grèce |
| • Retour à la chronologie générale de la musique populaire • |

| • Retour à la chronologie générale de la musique populaire • |

| Années de la musique populaire : 1828 - 1829 - 1830 - 1831 - 1832 - 1833 - 1834    |
| Décennies de la musique populaire : 1800 - 1810 - 1820 - 1830 - 1840 - 1850 - 1860 |

## Événements et œuvres
- 5 avril : La Varsovienne, chanson polonaise patriotique, symbole musical de l'Insurrection de novembre 1830.
- Kde domov můj? (Où est ma patrie ?), chanson dans la comédie Fidlovačka aneb žádný hněv a žádná rvačka (musique de František Škroup, texte de Josef Kajetán Tyl), devenue l'hymne national de la République tchèque depuis la division de la Tchécoslovaquie en 1993.
- Création de la Goguette de la Lice chansonnière à Paris.

## Naissances
- 17 février : Francisco Salvador-Daniel, compositeur et ethno-musicologue français d'origine espagnole, qui a traduit des chansons d'Afrique du Nord et les a adaptées pour les instruments occidentaux, mort en 1871.
- 10 juin : Silverio Franconetti, cantaor (chanteur) de flamenco espagnol, mort en 1889.
- 7 juillet : Émile Baneux, chansonnier français († 4 mai 1896).

## Décès
- 12 février : Émile Debraux, goguettier, poète et chansonnier français, né en 1796.
- 4 septembre : Joseph Mahé, ecclésiastique français, premier collecteur de la musique bretonne de tradition populaire, né en 1760.